# 紫白密光鰓魚
紫白密光鰓魚（學名：Pycnochromis fatuhivae），又稱紫白光鰓雀鯛，為輻鰭魚綱鱸形目雀鯛科密光鰓魚屬的其中一種，分布於中太平洋東部馬克薩斯群島海域，深度18至21公尺，本魚體呈卵圓形且側扁，體色為紫褐色，胸鰭基部有一黑斑，背鰭、臀鰭、尾柄至尾鰭白色，背鰭硬棘12枚;背鰭軟條12-13枚;臀鰭硬棘2枚;臀鰭軟條12-13枚，體長可達6.1公分，棲息在岩礁區，以浮游生物為食，日行性，繁殖期時會成對出現，具有領域性，雄魚會保護魚卵直到卵孵化。